# Zákányfalu
Zákányfalu è un comune dell'Ungheria di 631 abitanti (dati 2001) situato nella contea di Somogy, nell'Ungheria centro-occidentale.